# Kanton Blaye
Blaye is een voormalig kanton van het Franse departement Gironde. Het kanton maakte deel uit van het arrondissement Blaye. Het kanton werd opgeheven bij decreet van 20 februari 2014, met uitwerking op 22 maart 2015. Alle gemeenten werden opgenomen in het nieuw gevormde kanton L'Estuaire.

## Gemeenten
Het kanton Blaye omvatte de volgende gemeenten:
- Berson
- Blaye (hoofdplaats)
- Campugnan
- Cars
- Cartelègue
- Fours
- Mazion
- Plassac
- Saint-Androny
- Saint-Genès-de-Blaye
- Saint-Martin-Lacaussade
- Saint-Paul
- Saint-Seurin-de-Cursac